# 伯劳镇
伯劳镇，是中华人民共和国广西壮族自治区钦州市灵山县下辖的一个乡镇级行政单位。

## 行政区划
伯劳镇下辖以下地区：
伯劳社区、伯劳村、埤肚村、邓阳村、伯凤村、大路村、新禾村、彭屋村、万利村、淡屋村、盆山村、六槛村、宦楼村、燕坪村、新民村、箔竹村、木棉村、平心村、良坪村、灵塘村、山塘村和红坎村。